# X
La X o x (chiamata ics in italiano) è la ventiquattresima lettera dell'alfabeto latino moderno e la ventunesima dell'alfabeto latino antico. 
Essa rappresenta anche la lettera cha dell'alfabeto cirillico e, nella sua forma maiuscola, la chi dell'alfabeto greco; inoltre, [x] rappresenta una consonante fricativa velare sorda nell'alfabeto fonetico internazionale. In italiano è presente solo in latinismi, grecismi, prestiti di altre lingue, cognomi e toponimi.

## Storia
| Samekh                              |                                                     | |
| Samekh fenicia, valore fonetico /s/ | Chi greca (classica /kʰ/, posteriore e moderna /x/) | La lettera arcaica esh con pronuncia fonetica /ks/ usata nell'alfabeto greco arcaico e nell'etrusco, derivata dalla lettera samekh |

La forma scritta della X latina deriva dalla lettera greca Χ, che nel greco antico trascriveva la gutturale sorda aspirata (pronuncia /kʰ/), mentre il valore fonetico in latino /ks/ deriva dalle lettere Ξ o 𐌎, derivate dalla lettera fenicia samekh.
La lettera 𐌎, presente nell'etrusco e importata dal greco, era utilizzata originariamente per trascrivere /ks/ come nel greco antico standard, insieme ad altre lettere derivate dal greco (in latino vennero assegnate a dei digrammi) come 𐌈 (TH), 𐌘 (PH), 𐌙 (KH) e 𐌑 (S sonora, equivalente alla lettera Σ in greco).
𐌎 non sopravvisse nell'alfabeto latino, che preferì utilizzare Χ in quanto c'era differenza di pronunce tra regioni greche, e nell'ovest della Grecia (da cui il latino venne influenzato) la lettera Χ era pronunciata /ks/ ed Ξ era assente, per cui il latino assegnò a X il valore fonetico di Ξ.

## Uso nelle lingue
In quasi tutte le lingue che usano l'alfabeto latino la lettera X viene usata per indicare il suono [ks], o qualche volta [gz]. Fanno però eccezione: il francese dove può avere diverse pronunce tra cui anche essere muta; il veneto, dove viene utilizzata per indicare il suono IPA: [z], come la S sonora in rosa (in veneto "roxa"); il portoghese dove la pronuncia varia da [z], cioè S sonora in esame ("exame"), a [ʃ] ("peixe") e a [ks] ("anexo"); alcuni toponimi dello spagnolo latino-americano, come México, dove viene pronunciata [x] come la j, ossia con una forte aspirazione gutturale; il sardo, in cui tale lettera viene utilizzata per la pronuncia [ʒ] (fricativa postalveolare sonora) (cognome Maxìa, pane civraxiu, toponimi Trexenta e Simaxis); esattamente come in ligure (cognome Bixio, parole come "baxo", bacio, e "caxo", caso); nel siciliano dove assume lo stesso suono del catalano [ʃ],(parole come xiuri, xiamma e toponimi come xirbi e muxiaro); ed infine il catalano, dove si pronuncia generalmente [ʃ] ("deixar", "caixa"); in albanese dove si legge [dz]. Nel maltese si pronuncia sempre come [ʃ] (come nello spagnolo medievale). Nello spagnolo odierno, si usa /gs/ (anche [s]) nelle parole che vengono dal latino.

## Toponimi e cognomi italiani
La x è presente in alcuni toponimi e cognomi italiani, la cui lettura varia a seconda delle tradizioni linguistiche delle singole regioni.
In Sardegna la x rappresenta il suono [ʒ], come nel francese "journal", per esempio "Pixina Nuxedda". Fanno eccezione grafie storiche influenzate dal catalano, come nel caso di "Arbatax", in cui la pronuncia originale sarda era [s].
In Sicilia la x rappresenta il suono [ʃ], come in catalano: ad esempio, la pronuncia corretta di Craxi è "Crasci" e la pronuncia corretta di Xirbi è "Scirbi", quella di "Xitta" è "Scitta" . Fanno eccezione i toponimi di origine greca, come Giardini Naxos, per i quali la pronuncia è [ks]. 
In Valle d'Aosta e nelle aree piemontesi di lingua francoprovenzale oppure occitana, la pronuncia segue le regole di questi idiomi, specie del dialetto valdostano, o talvolta quelle del francese ufficiale (esempi: "Oulx", "Exilles", "Morgex", "Usseaux"), risultando ora muta, ora pronunciata come [z] o come [s]. 
In Liguria e nel Piemonte meridionale la pronuncia è [ʒ]: p. es. "Piana Crixia". 
Nel Veneto, la pronuncia è quella di una "s" sonora [z], ad esempio "Passo Xomo", "Xon". Fanno eccezione i toponimi di origine latina, come "San Michele Extra", per i quali la pronuncia è [ks]. 
Nell'unico toponimo friulano che contenga una x, "Noax", la x viene pronunciata [ks] (cfr. friulano Navuacs).
Nel resto del Paese si usa in generale la pronuncia [ks], che viene talvolta erroneamente utilizzata anche nei casi precedenti.

## Filologia
In filologia e in critica testuale, nell'applicazione del metodo di Lachmann, il simbolo x viene a volte utilizzato, in alternativa a ω, nello stemma codicum, per indicare l'archetipo da cui discendono tutti i testimoni posseduti di un testo, distinto dall'originale.

## Utilizzo informale nella lingua italiana
In italiano, nel linguaggio scritto informale, come, ad esempio, nel linguaggio degli SMS, nei post-it, nella scrittura di appunti, la lettera X può venire utilizzata, quale espediente brachilogico, in luogo di "per", sia quando lo si intende come preposizione, sia quando questa terna di lettere si trova all'interno di parole (ad esempio "xché" anziché "perché" oppure "xò" anziché "però"). Ciò è dovuto al fatto che il simbolo X è utilizzato per denotare la moltiplicazione in aritmetica (l'operatore di moltiplicazione, all'interno di espressioni, si pronuncia infatti "per").
Rimangono comunque degli utilizzi ortograficamente scorretti all'interno della lingua italiana.